# فيفيان مارتن
فيفيان مارتن (بالإنجليزية: Vivian Martin)‏ هي ممثلة أمريكية، ولدت في 22 يوليو 1891 في الولايات المتحدة، وتوفيت في 16 مارس 1987 بنيويورك في الولايات المتحدة.

## وصلات خارجية
- فيفيان مارتن على موقع IMDb (الإنجليزية)
- فيفيان مارتن على موقع قاعدة بيانات برودواي على الإنترنت (الإنجليزية)
- فيفيان مارتن على موقع قاعدة بيانات الفيلم (الإنجليزية)